# Petrus de Cruce
Petrus de Cruce, también conocido como Pierre de la Croix, (Amiens, c. 1270 – post. 1347) fue un activo clérigo, compositor y teórico de la música francés del siglo XIII. Su principal aportación a la música fue la invención de un nuevo sistema de notación musical, precursor del actual.

## Vida
Petrus de Cruce nació en Amiens o en sus alrededores, en la mitad septentrional de Francia. Pocos datos de su persona han llegado a nosotros, pero parece ser que sus trabajos comienzan alrededor del año 1290. Tuvo el título de magister, lo que indica que muy probablemente estudió en la Universidad de París. Dadas las fechas de su correspondencia y de los lugares donde residió, es muy probable que Petrus fuese discípulo de Franco de Colonia. Es muy probable, asimismo, que en el año 1298 compusiera un oficio monofónico para la capilla del Palacio Real de París, y parece ser que en 1301, o quizá en 1302, residiese en el Tribunal del Obispo de Amiens como miembro de su oficina o capilla personal. Petrus murió antes de 1347, ya que en dicho año se hizo el primer inventario de la Catedral de Amiens en el que se encuentra un manuscrito polifónico que al parecer legó en su testamento.
Sus contemporáneos hablaron muy bien de Petrus. En concreto, el teórico Jacobo de Lieja dijo sobre él «...compuso muchas bellas y buenas piezas de mesura polifónica acompañadas de francos -entiéndase como francés- preceptos».

## Obra

### Como teórico de la música
La adopción de una notación musical estandarizada fue lenta a lo largo del siglo XIII. Algunos sistemas eran menos hábiles para registrar las sutilezas de la polifonía. Además, escribir música resultaba muy caro ya que estas "partituras" ocupaban mucho espacio en los libros. Era imprescindible un método fiable para indicar nota por nota su métrica y su valor tonal. La solución se contempló en la notación franconiana, llamada así después de que el teórico musical Franco de Colonia la esbozase en su tratado Ars cantus mensurabilis (El arte del canto medible) alrededor del año 1260. Este sistema es muy cercano al actual, pero habría que esperar hasta Philippe de Vitry para que sean contemplados algunos elementos modernos en su obra Ars nova, en 1322.
Jacobo de Lieja en su tratado Speculum musicae de principios del siglo XIV, menciona a Petrus de Cruce como el primero en subdividir la breve en cuatro o más semibreves. Además incluye varios motetes compuestos por Petrus, a modo de ejemplo.
Por el año 1280 las voces superiores de los motetes y otras piezas polifónicas se mueven con más rapidez y de una manera mucho más independientes que en los anteriores cantos gregorianos. El contenido era cada vez más difícil de escribir; por ejemplo, los tresillos, las ligaduras, etc. Petrus adoptó este sistema para poder escribirlos y así pasó a denominárseles "motetes petronianos". Una manera de indicar esta división tonal de cada una de las notas del acorde serían unas líneas y puntos sobre las notas, de manera que el tempo podía ser visto observando las partes más bajas de la partitura, ya que esta parte sigue atada al modo rítmico. Estos símbolos han creado confusión con la notación moderna, ya que en esta el significado de los puntos es distinto.
Los usos libres que realizó Petrus de las representaciones gráficas de la música tuvieron consecuencias de gran alcance. Con más notas, la triplum, se convirtió en la más destacada de las tres voces de la textura contemporánea de la época y las otras dos fueron relegadas a un papel de apoyo. Asimismo, toma nota de la cada vez más intrincada subdivisión rítmica general del tempo.

### Como músico
Como músico compuso alrededor de 1300 motetes, estos todavía se consideran parte del ars antiqua. Las características incluyen una mayor división de la voz denominada triplum, la voz motetus y la triplum se caracterizan por su movimiento ligero y elegante, y una falta de preocupación por los principios de acentuación adecuada del texto.

## Discografía
- 1976 – Music of the Gothic Era. Early Music Consort of London, David Munrow (DG Archiv "Blue" 471-731)  (Contiene obras de Léonin, Pérotin, Petrus de Cruce, Adam de la Halle, Philippe de Vitry, Guillaume de Machaut, etc.)
- 1990 – Music of the Middle Ages. The Western Wind. (libro con dos cassettes. Schirmer Books ISBN 0-02-872953-6) . 
  - Reedición parcial en CD: Medieval Music. (The Sunday Times "The Music Collection" Conifer Records ST 4)